# Aita Camastral
Aita Camastral (9 aprile 1983) è un'ex sciatrice alpina svizzera.

## Biografia
Slalomista pura originaria di Pontresina e attiva in gare FIS dal dicembre del 1998, la Camastral esordì in Coppa Europa il 16 gennaio 2004 a Leukerbad e in Coppa del Mondo il 25 novembre 2006 ad Aspen, in entrambi i casi senza completare la gara. In Coppa del Mondo ottenne come migliori piazzamenti due undicesimi posti, il 25 novembre 2007 a Panorama e il 13 gennaio 2008 a Maribor, e prese per l'ultima volta il via il 3 gennaio 2010 a Zagabria Sljeme, senza completare la gara. Si ritirò durante la stagione 2010-2011 e la sua ultima gara fu uno slalom gigante FIS disputato il 7 dicembre a Davos, non completato dalla Camastral; non prese parte a rassegne olimpiche o iridate.

## Palmarès

### Coppa del Mondo
- Miglior piazzamento in classifica generale: 57ª nel 2008

### Coppa Europa
- Miglior piazzamento in classifica generale: 96ª nel 2006

### Campionati svizzeri
- 3 medaglie:
  - 2 ori (slalom speciale nel 2006; slalom speciale nel 2008)
  - 1 argento (slalom gigante nel 2006)